# Villiers-le-Bel
Villiers-le-Bel je severno predmestje Pariza in občina v osrednjem francoskem departmaju Val-d'Oise regije Île-de-France. Leta 1999 je imelo naselje 26.145 prebivalcev.

## Geografija
Naselje leži v osrednji Franciji na skrajnem jugovzhodu departmaja, 10 km od središča Pariza.

## Administracija
Villiers-le-Bel je sedež istoimenskega kantona, v katerega je poleg njegove vključena še občina Arnouville-lès-Gonesse z 38.436 prebivalci. Kanton je sestavni del okrožja Sarcelles.